# Busch Stadium
Busch Stadium er et baseballstadion i St. Louis i Missouri, USA, der er hjemmebane for MLB-klubben St. Louis Cardinals. Stadionet har plads til 43.975 tilskuere, og blev indviet 10. april 2006. Her erstattede det Cardinals gamle hjemmebane, Busch Memorial Stadium.